# Patelanselkä
Patelanselkä är en sjö i Finland. Den ligger i kommunen Karlö i landskapet Norra Österbotten, i den centrala delen av landet, 500 km norr om huvudstaden Helsingfors. Arean är 73,7 hektar och strandlinjen är 9,02 kilometer lång. Sjön  ingår i Egentliga Bottenvikens avrinningsområde.   Den ligger på ön Karlö.
Följande samhällen ligger vid Patelanselkä:
- Karlö (955 invånare)